# McClure's Magazine

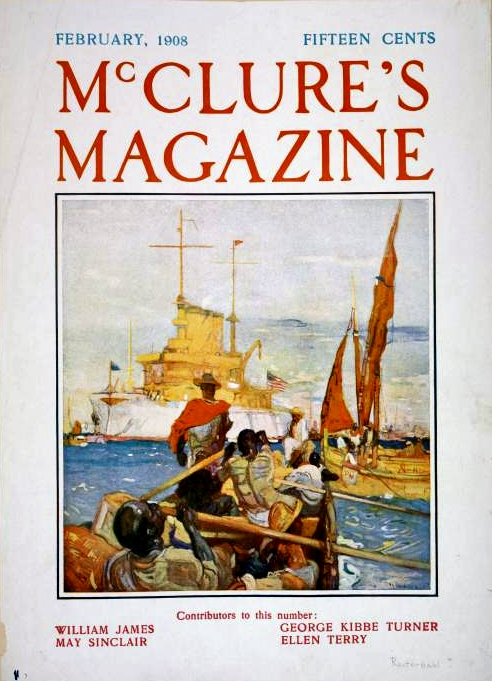
Portada de febrero de 1908.

McClure's Magazine, o simplemente McClure's, fue una revista mensual estadounidense publicada entre 1893 y 1929.

## Historia
Publicada entre 1893 y 1929, se caracterizó por un tipo de periodismo de tipo «muckraking», del cual fue uno de sus principales exponentes, al ser considerada una de las publicaciones más famosas de este género. Fue fundada por el irlandés Samuel Sidney McClure —asociado con John Sanborn Phillips— y alcanzó su cenit editorial hacia 1906. En 1911 o 1912 la revista cambiaría de propietario, siendo en sus últimos números una publicación destinada a un público femenino. La revista tuvo una tirada en torno a los 120 000-240 000 ejemplares en 1895, cifra que alcanzaría casi los 500 000 hacia 1907.